# Cămărașu
Cămărașu est une commune de Transylvanie, en Roumanie, dans le județ de Cluj. Elle est composée des villages Cămărașu, Năoiu et Sâmboleni.
L'endroit est également connu sous le nom roumain Cămăraşu-Deşert 

## Géographie
La municipalité de Cămărașu est située dans le bassin de Transylvanie à l'est du comté de Cluj. Sur le cours supérieur du Fizeş, un affluent droit du Someşul Mic  et sur le Drum national 16. Le centre communautaire est situé à 15 kilomètres au nord-ouest de la petite ville de Sărmaşu dans le comté de Mureş et à environ 50 kilomètres à l'est de la capitale du district Cluj-Napoca (Klausenbourg) .

## Histoire
L'endroit Cămăraşu a été mentionné pour la première fois en 1322 et était un village de serfs de la famille noble hongroise Kemény au XVIIe siècle .
Dans le Royaume de Hongrie , la commune appartenait au district de la chaise Mocs dans le comté de Cluj-Napoca, puis au district historique de Cluj et de 1950 au district actuel de Cluj.

## Démographie
Depuis 1850, le plus grand nombre d'habitants dans la zone de la municipalité actuelle et celui des Roumains a été déterminé en 1966. La population rom la plus élevée a été enregistrée en 2011, les Hongrois(444) en 1956 et les Allemands roumains (33) en 1890. 
La principale occupation de la population est l'élevage et l'agriculture.

## Sites
- L' église réformée de Cămărașu, construite au XIIIe siècle, rénovée en 1753 et le manoir de la noble famille hongroise Kemény au XVIIIe siècle sont des monuments classés. Les armoiries des familles nobles hongroises Kemény , Wesselényi et Rhédei sont visibles dans l'église.
- Deux fosses communes et le mémorial des 126 juifs assassinés de la petite ville de Sărmaşu ( Nagysármás hongrois ) le 16 septembre 1944 par les troupes hongroises sont situés sur la montagne Suscut .

## Images

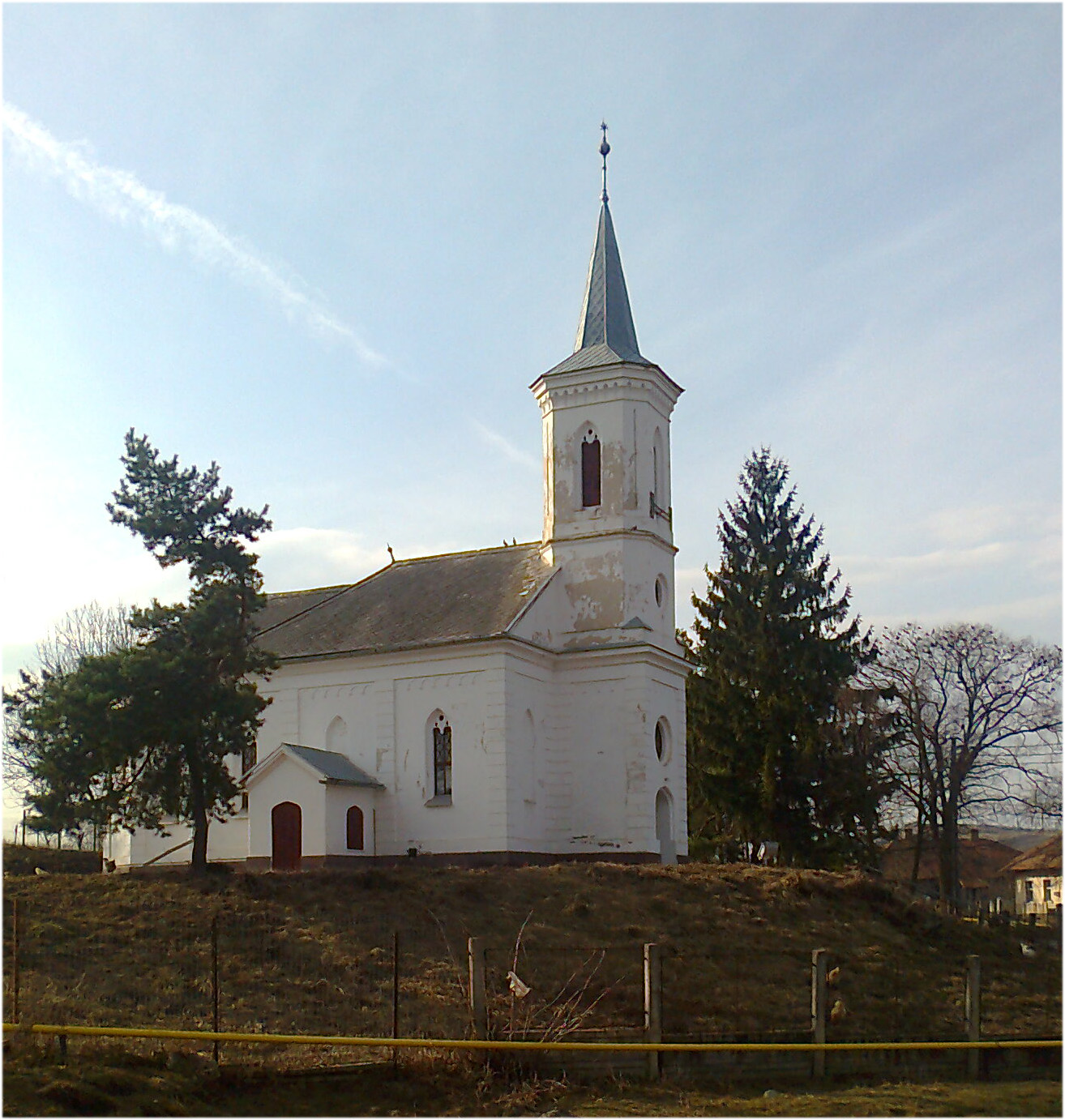
Église reformée de Cămărașu
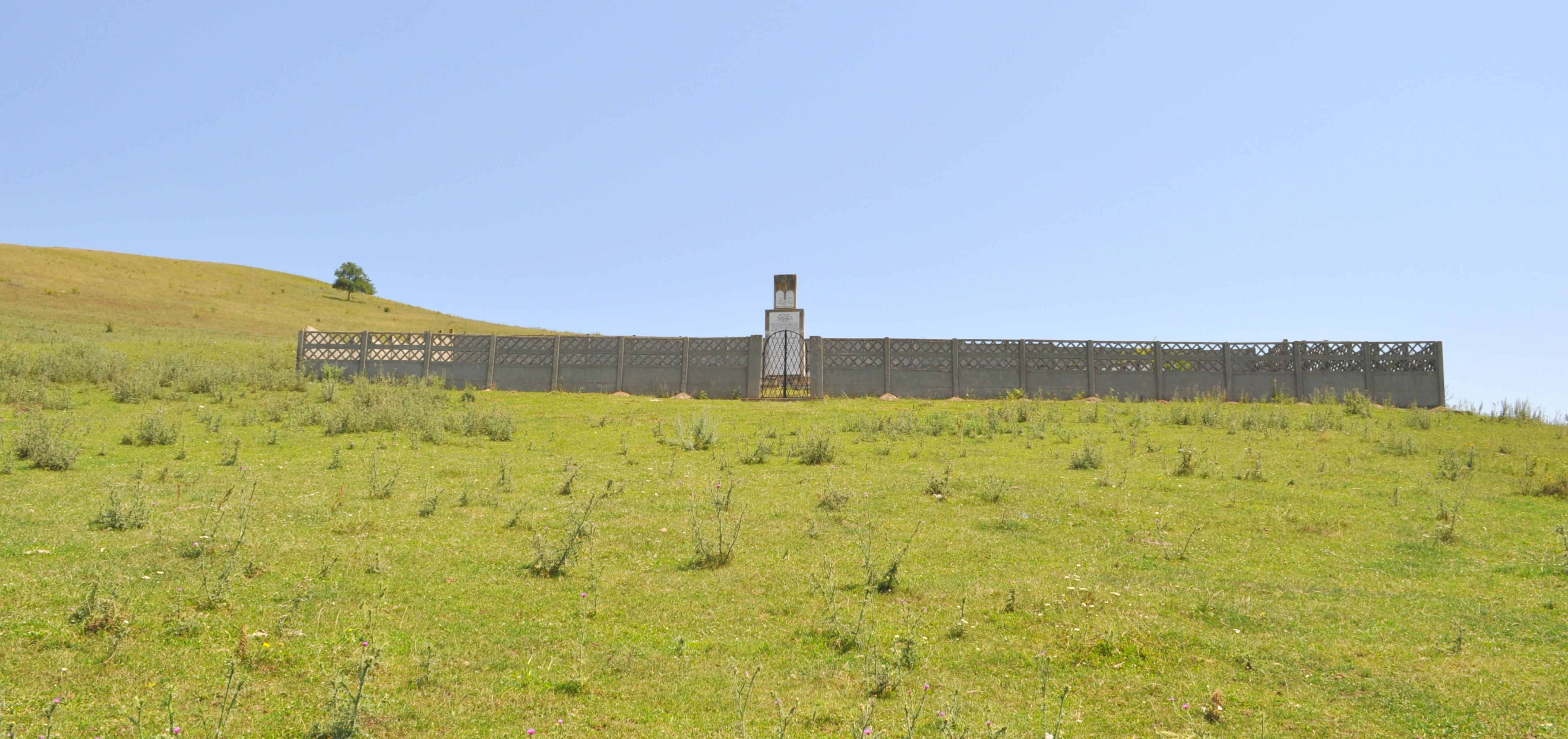
Charnier de Cămărașu
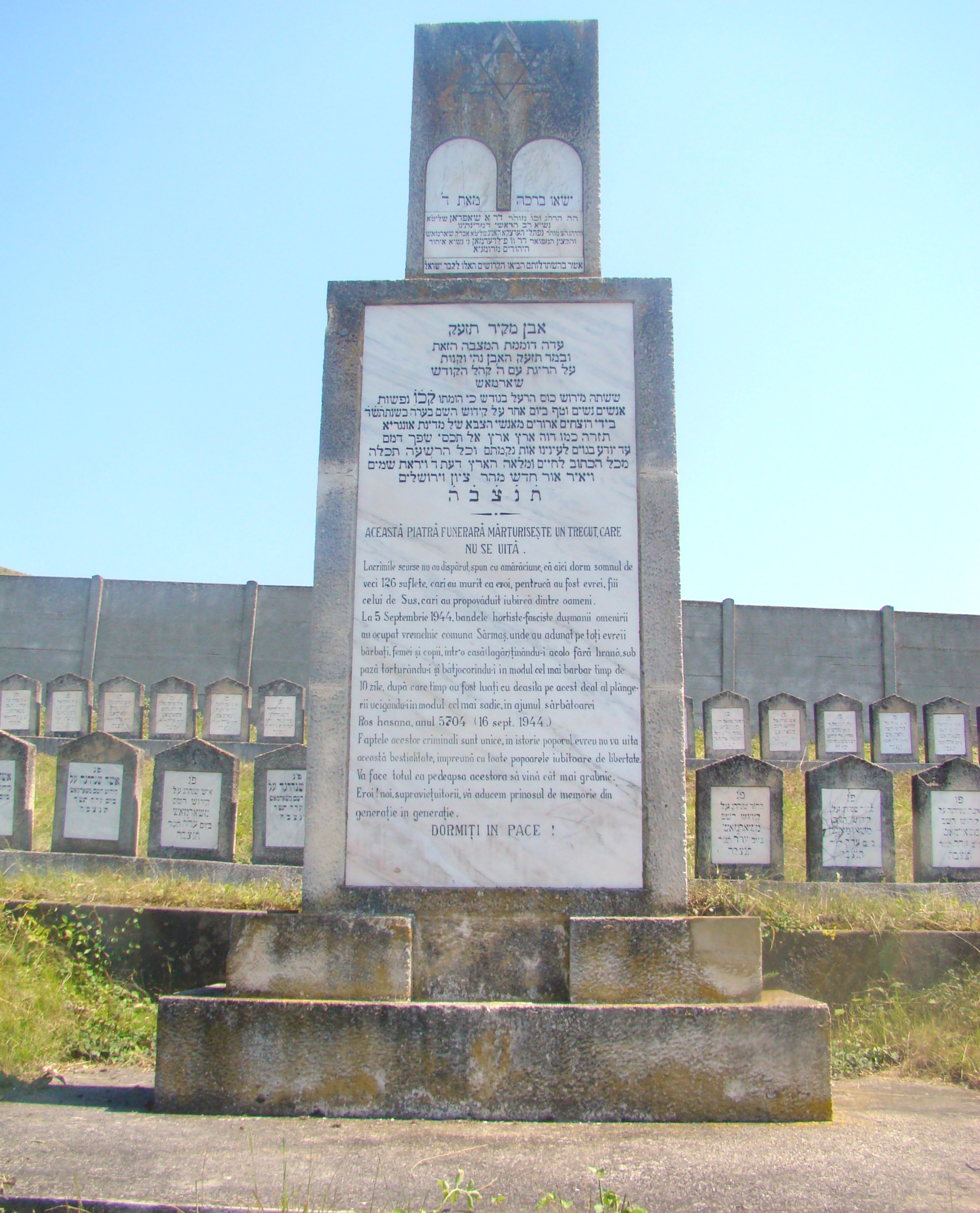
Plaque commémorative des juifs assassinés